# Polysarca ungulata
Polysarca ungulata là một loài ruồi trong họ Asilidae. Polysarca ungulata được Wiedemann miêu tả năm 1818.